# Richard Jones (1er comte de Ranelagh)
Pour les articles homonymes, voir Richard Jones, Jones et Ranelagh.
 (décembre 2016).
Richard Jones, 1er comte de Ranelagh, né le 8 février 1641 et mort le 5 janvier 1712, connu sous le titre de vicomte de Ranelagh entre 1669 et 1677, est un noble de la Pairie d'Irlande et membre des parlements d'Angleterre et d'Irlande.

## Origines
Fils aîné d'Arthur Jones, deuxième vicomte de Ranelagh et de Katherine Boyle, fille de Richard Boyle, premier comte de Cork (elle compte parmi ses frères le célèbre chimiste Robert Boyle). La mère de Jones n'était pas proche de son mari, qui apparaît comme un ivrogne. Richard Jones est élevé par sa mère à Londres.

## Carrière parlementaire
À la suite de la Restauration de Charles II, il devient membre du Parlement irlandais pour Roscommon. En 1668 il est nommé au Conseil privé d'Irlande. Au sein du Parlement irlandais Ranelagh est d'abord associé au groupe qui s'oppose à l'accord foncier proposé par James Butler (1er duc d'Ormonde), le vice-roi de l'époque, mais à partir de sa nomination au gouvernement en tant que Chancelier de l'Échiquier (un rôle relativement mineur) il devient un fervent partisan de la politique d'Ormonde. Il accompagne le nouveau vice-roi, Maurice Berkeley (3e vicomte Fitzhardinge), lors de son voyage en Angleterre en 1671 lorsque Francis Aungier, le vice-trésorier, présente une vision sombre des finances publiques irlandaises et des dettes de la Couronne. Ranelagh saisit l'occasion pour réinterpréter la situation comme une situation où la Couronne, loin d'être endettée, pouvait tirer un bénéfice de l'Irlande (île) si elle gérait différemment les sommes dues à la Couronne et les finances du gouvernement. Ranelagh obtient un « engagement » où, avec des associés, il prend en charge les dettes de la couronne et "privatise" le trésor public. Il est récompensé  par l'obtention de son comté et du rôle de vice-trésorier d'Irlande. Pendant toute la durée de la vice-royauté d'Essex, de 1672 à 1677, Ranelagh exerce une réelle influence sur le gouvernement irlandais depuis Whitehall, en développant une relation étroite avec Thomas Osborne, le trésorier anglais qui est le premier ministre de Charles II.

## Carrière au Parlement anglais
Lorsque la prise en charge des dettes se termine en 1675, elle n'est pas renouvelée, mais la Couronne est désormais libérée de toutes ses dettes. Ranelagh veille à ce que des versements réguliers soient effectués au Trésor anglais, dont une partie servait à payer les troupes de Charles II et une autre à la rénovation du château de Windsor. Ce résultat est obtenu en grande partie grâce au paiement rapide de l'armée irlandaise, ce qui sert de terrain d'entraînement à Ranelagh pour ses détournements ultérieurs en tant que trésorier général de l'armée anglaise. Son talent, cependant, réside dans son efficacité - malgré ses maigres paiements, l'armée irlandaise est en fait mieux payée que sous le régime précédent qui était mal géré. Il cesse de s'occuper des affaires irlandaises en 1681, lorsque le trésor irlandais est confié à un groupe de commissaires au trésor.
Ranelagh reste étroitement associé à Osborne après 1675, mais lorsque ce dernier chute du pouvoir, il reste un loyaliste de Charles II et un proche de Louise Renée de Penancoët de Keroual et de Robert Spencer (2e comte de Sunderland). Il reste dans les faveurs royales pendant le règne de Jacques II, mais lorsque Guillaume III et Marie II accèdent au trône, il transfère sa loyauté et devient un personnage important du nouveau régime (son vieil ami Osborne est l'un des sept signataires de l'Invitation à Guillaume)
En 1670 il hérite de son père du titre de vicomte Ranelagh, et en 1674 est créé le titre de comte de Ranelagh. Ces deux comtés étant dans la Pairie d'Irlande elles ne l'empêchent pas de siéger à la Chambre des Communes du Royaume-Uni et d'être élu en 1685 en tant que député de Plymouth; La même année, il est nommé au poste lucratif d'inspecteur des finances. Il est ensuite député de Newtown, Chichester, Marlborough et West Looe, et est fait membre du Conseil privé (Royaume-Uni) en 1692.
Ranelagh est exclu des Communes en 1703 lorsque des anomalies sont constatées dans ses comptes en tant que trésorier, et qu'il est découvert qu'il s'est approprié plus de 900 000 £ de fonds publics.

## Famille et fin de vie
Lord Ranelagh est bien connu à son époque pour être un bon vivant. Il a six enfants d'un premier mariage, deux garçons morts jeunes et quatre filles dont une devient maîtresse du roi Charles II. Son épouse Elizabeth, née Willoughby, meurt le 1er août 1695 et il se remarie, le 11 janvier 1696 avec la jeune veuve Lady Stawell avec laquelle il n'a pas d'autres enfants.

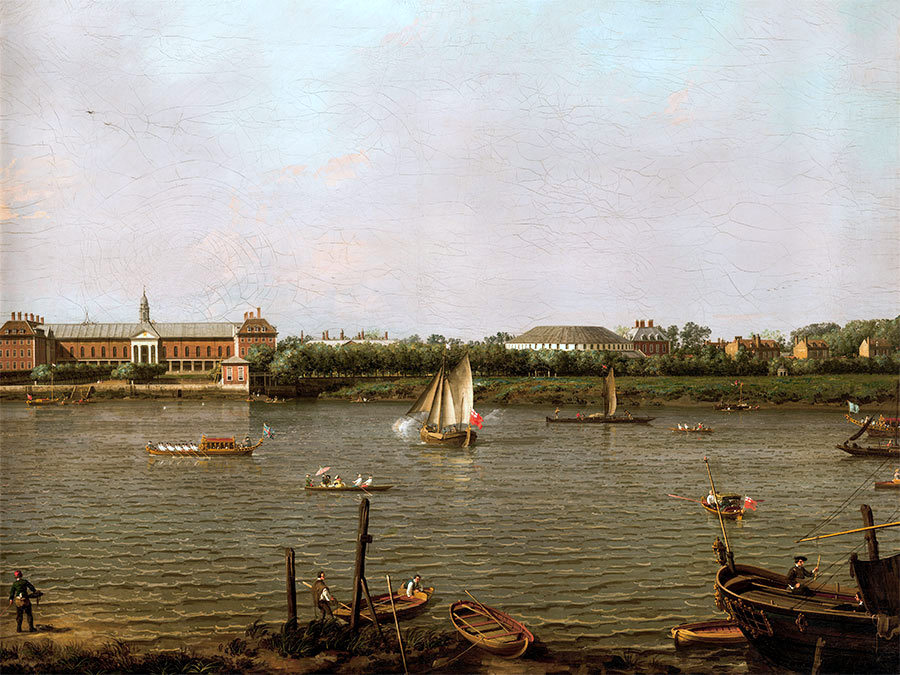
Le Collège de Chelsea, la rotonde,
la maison Ranelagh et la Tamise,
par Canaletto, 1751.
Musée national des Beaux-Arts (Cuba).

Il a aussi la passion de la construction, aussi bien de maisons à son usage personnel que de bâtiments tels que l'hôpital de Chelsea (dont il est le premier trésorier à sa fondation), ainsi que sa maison voisine Ranelagh house, qui n'existe plus mais dont les jardins d'agréments sont ensuite rattachés à l'hôpital et portent encore son nom.
Son domaine de campagne est Cranbourne Lodge, qui fait maintenant partie du grand parc de Windsor où il est intendant de la chasse de Cranbourne (Ranger of Cranbourne Chase). Il fonde la Ranelagh School près de Cranbourne, depuis transférée à Bracknell, dans le Berkshire.
Il meurt en 1712 et son titre de comte s'éteint avec lui faute de descendance mâle, tandis que le titre de vicomte reste dormant.